# Feröer erőművei

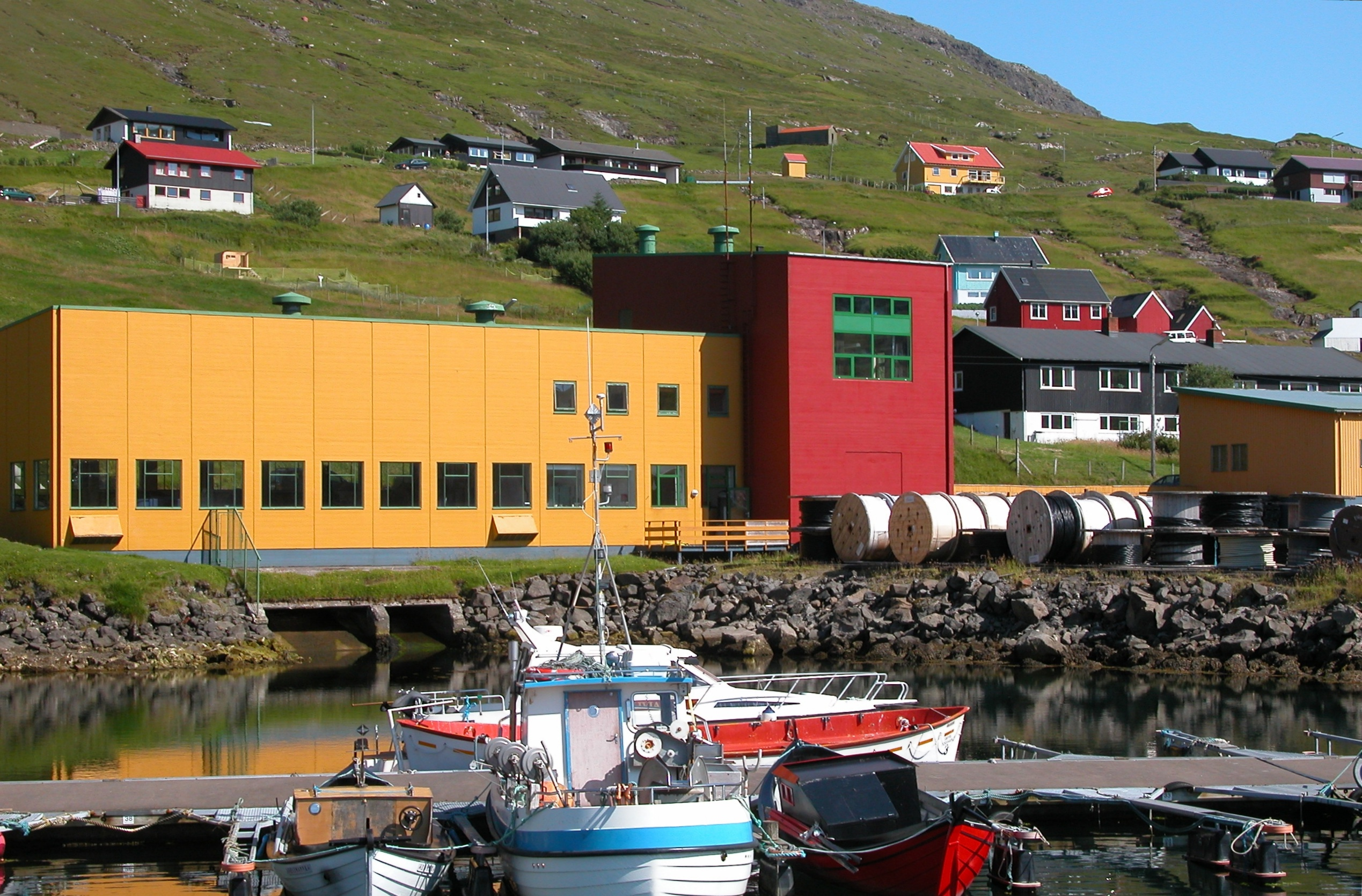
A vestmannai Fossáverkið vízerőmű

Feröer erőművei a szigetcsoport áramellátását szolgálják. Túlnyomó részük a SEV (a feröer községei által tulajdonolt villamosenergia-termelő és -elosztó társaság) tulajdonában van: a társaság három hőerőművet, hat vízerőművet és négy szélturbinát üzemeltet, valamint öt kiserőművet a hálózatba be nem kapcsolt kisebb szigeteken. Ezen kívül a P/F Røkt cég üzemeltet szélerőműveket.

## Az erőművek listája
2008. december 31-én a következő erőművek voltak üzemben:
| Név         | Hely                                        | Turbina | MW     | Gyártó                        | Típus          | Év   | Üzemeltető |
| ----------- | ------------------------------------------- | ------- | ------ | ----------------------------- | -------------- | ---- | ---------- |
| Botnur      | Vágur, Suðuroy                              | T1      | 1,00   | Voith                         | vízerőmű       | 1965 | SEV        |
| Botnur      | Vágur, Suðuroy                              | T2      | 2,00   | Voith                         | vízerőmű       | 1965 | SEV        |
| Eiðisverkið | Eiði, Eysturoy                              | T1      | 6,70   | Voith                         | vízerőmű       | 1987 | SEV        |
| Eiðisverkið | Eiði, Eysturoy                              | T2      | 6,70   | Voith                         | vízerőmű       | 1987 | SEV        |
| Neshagi     | Eysturoy                                    | M1      | 0,15   | Nordtank                      | szélerőmű      | 1993 | SEV        |
| Neshagi     | Eysturoy                                    | M2      | 0,66   | Vestas                        | szélerőmű      | 2005 | SEV        |
| Neshagi     | Eysturoy                                    | M3      | 0,66   | Vestas                        | szélerőmű      | 2005 | SEV        |
| Neshagi     | Eysturoy                                    | M4      | 0,66   | Vestas                        | szélerőmű      | 2005 | SEV        |
|             | Skopun, Sandoy                              | M1-M3   | 1,83   | Mercedes-Benz és Deutz        | gázolaj        | 1984 | SEV        |
| kiserőművek | Fugloy, Koltur, Mykines, Skúvoy, Nagy-Dímun |         | 1,70   | Deutz, Mercedes-Benz, Perkins | gázolaj        |      | SEV        |
| Strond      | Strond, Borðoy                              | M1      | 0,50   | Mirrleese Blackstone          | gázolaj        | 1950 | SEV        |
| Strond      | Strond, Borðoy                              | M2      | 2,30   | Mirrleese Blackstone          | gázolaj        | 1965 | SEV        |
| Strond      | Strond, Borðoy                              | M3      | 3,60   | Krupp Mak                     | gázolaj        | 1982 | SEV        |
| Strond      | Strond, Borðoy                              | T1      | 1,40   | Sulzer Hydro                  | vízerőmű       | 1998 | SEV        |
| Sundsverkið | Sund, Streymoy                              | M1      | 8,10   | Caterpillar/MaK               | nehéz fűtőolaj | 2001 | SEV        |
| Sundsverkið | Sund, Streymoy                              | M2      | 8,10   | Caterpillar/MaK               | nehéz fűtőolaj | 2004 | SEV        |
| Sundsverkið | Sund, Streymoy                              | M3      | 5,70   | Mirrleese Blackstone          | nehéz fűtőolaj | 1978 | SEV        |
| Sundsverkið | Sund, Streymoy                              | M4      | 12,40  | B&W Götaverken                | nehéz fűtőolaj | 1983 | SEV        |
| Sundsverkið | Sund, Streymoy                              | M5      | 12,40  | B&W Götaverken                | nehéz fűtőolaj | 1988 | SEV        |
| Tvøroyri    | Tvøroyri, Suðuroy                           | M1      | 2,00   | NOHAB                         | gázolaj        | 1973 | SEV        |
| Vágsverkið  | Vágur, Suðuroy                              | M1      | 2,70   | Krupp Mak                     | nehéz fűtőolaj | 1983 | SEV        |
| Vágsverkið  | Vágur, Suðuroy                              | M2      | 2,70   | Krupp Mak                     | nehéz fűtőolaj | 1983 | SEV        |
| Vágsverkið  | Vágur, Suðuroy                              | M3      | 4,32   | Caterpillar/MaK               | nehéz fűtőolaj | 2004 | SEV        |
| Fossáverkið | Vestmanna, Streymoy                         | T1      | 2,10   | Maier                         | vízerőmű       | 1953 | SEV        |
| Fossáverkið | Vestmanna, Streymoy                         | T2      | 4,20   | Voith                         | vízerőmű       | 1956 | SEV        |
| Heygaverkið | Vestmanna, Streymoy                         | T1      | 4,90   | Voith                         | vízerőmű       | 1963 | SEV        |
| Mýruverkið  | Vestmanna, Streymoy                         | T1      | 2,40   | Voith                         | vízerőmű       | 1961 | SEV        |
| Összesen    |                                             |         | 101,85 |                               |                |      | SEV        |
|             | Vestmanna, Streymoy                         |         |        |                               | szélerőmű      |      | P/F Røkt   |